# France au Concours Eurovision de la chanson junior
La France participe au Concours Eurovision de la chanson junior depuis 2004, avec une longue période de retrait entre 2005 et 2017. Le pays a remporté trois fois le concours et s'est classé une fois deuxième et une fois troisième.

## Participation

### Historique
La France fait ses débuts à l'Eurovision junior lors de la deuxième édition du concours en 2004 à Lillehammer (Norvège),. Le représentant français est sélectionné le 20 septembre 2004 lors d'une sélection nationale présentée en première partie de soirée et en direct par Sophie Davant et Pierre Sled sur France 3. Au cours de cette sélection, 10 candidats (3 garçons en solo, 5 filles en solo, 1 duo mixte et 1 groupe) s'affrontent sur des chansons françaises et le gagnant ou la gagnante devra proposer une chanson inédite à la chaîne. Au terme de la sélection, Thomas Pontier, 14 ans, est sélectionné puis il sort sa chanson Si on voulait bien début novembre. Lors du concours le 20 novembre 2004, il se classe 6e sur les 18 participants avec 78 points,,
L’année suivante, à la suite d'un manque d'intérêt des téléspectateurs et du diffuseur France 3, la France se retire du concours,.
En 2015, lors de la 13e édition du concours qui se déroule dans la capitale bulgare Sofia, la France est présente en tant que membre observateur par le biais de son chef de délégation Edoardo Grassi.
Le 12 mai 2018, France Télévisions annonce à travers un tweet sa participation à l'Eurovision Junior 2018 le 25 novembre 2018 à Minsk (Bélarus), marquant le retour de la France dans le concours après 14 ans d'absence. Angelina, âgée de 12 ans , est sélectionnée en interne pour représenter la France avec son titre Jamais sans toi. Lors du concours, elle se classe 2e avec 203 points, derrière la Pologne et ses 215 points,. Elle arrive notamment deuxième des votes des téléspectateurs - derrière le pays vainqueur.
En 2019, c'est Carla, âgée de 14 ans, qui représente la France avec son titre Bim bam toi  écrit et composé par Igit et Barbara Pravi. Sa chanson est présentée dans l'émission Basique sur France 2 le 11 octobre 2019, soit un mois avant la 17e édition du concours qui a lieu le 24 novembre. Lors de la finale, elle se classe 5e (en étant 3e du vote du public) sur 19 pays avec 169 points, tandis que la Pologne remporte le concours pour la deuxième année consécutive devant le Kazakhstan, l'Espagne et les Pays-Bas, qui complètent le top 5 ,.
En 2020, France 2 annonce sur Twitter que l'artiste qui représentera la France sera révélée le 9 octobre, soit un mois avant l'édition 2020 qui a lieu le 29 novembre. Valentina est choisie en interne pour représenter la France à Varsovie (Pologne). Sa chanson J'imagine, des mêmes auteurs-compositeurs que l'année précédente, est présentée le 16 octobre 2020 et le clip, filmé à Orléans, est dévoilé le même jour. Les commentateurs de cette édition sont Stéphane Bern et la représentante de l'année précédente, Carla Lazzari, et est diffusée sur France 2. Lors du concours, Valentina se classe 1re  avec 200 points, offrant à la France sa première victoire au concours ,. C'est la 1re fois depuis le Concours Eurovision des jeunes danseurs 1989 et la victoire d'Agnès Letestu, que le pays remporte un concours de la marque Eurovision ainsi que la 1re fois, depuis l'Eurovision 1977 et la victoire de Marie Myriam, que le pays remporte un des deux Concours Eurovision de la Chanson adulte et junior. Valentina a notamment été en tête des votes des jurys professionnels comme des télévotes (elle est la seule à avoir dépassé la barre des 100 points aux télévotes),.
En 2021, Enzo représente la France à Paris le 19 décembre à l'Eurovision junior avec sa chanson Tic Tac. Il se place 3e avec 187 points en arrivant en tête des votes des jurys professionnels (120 points au total) après l'Arménie (gagnante) et la Pologne.
Le 11 décembre 2022, à Erevan en Arménie, Lissandro est le représentant français avec sa chanson Oh Maman !, avec laquelle il remporte le concours en se classant 1er du vote du jury et 3e du vote du public totalisant 203 points. Cela constitue la deuxième victoire de la France au concours depuis son retour en 2018.
Le 26 novembre 2023 à Nice, Zoé Clauzure représente la France avec sa chanson Cœur . Elle remporte le concours, obtenant 228 points (à la fois première dans les votes du jury et ceux du télévote) et offre une troisième victoire à la France à l'Eurovision junior.
Le 16 novembre 2024 à Madrid, Titouan représente la France avec sa chanson Comme si comme ça. Il termine à la quatrième place avec 177 points.

### Sélection des candidats
Depuis le retour du pays en 2018, tous les représentants de la France ont participé précédemment au télé-crochet The Voice Kids sur la chaîne TF1. Tous ont été choisis en interne par France Télévisions qui diffuse le Concours.

## Pays hôte

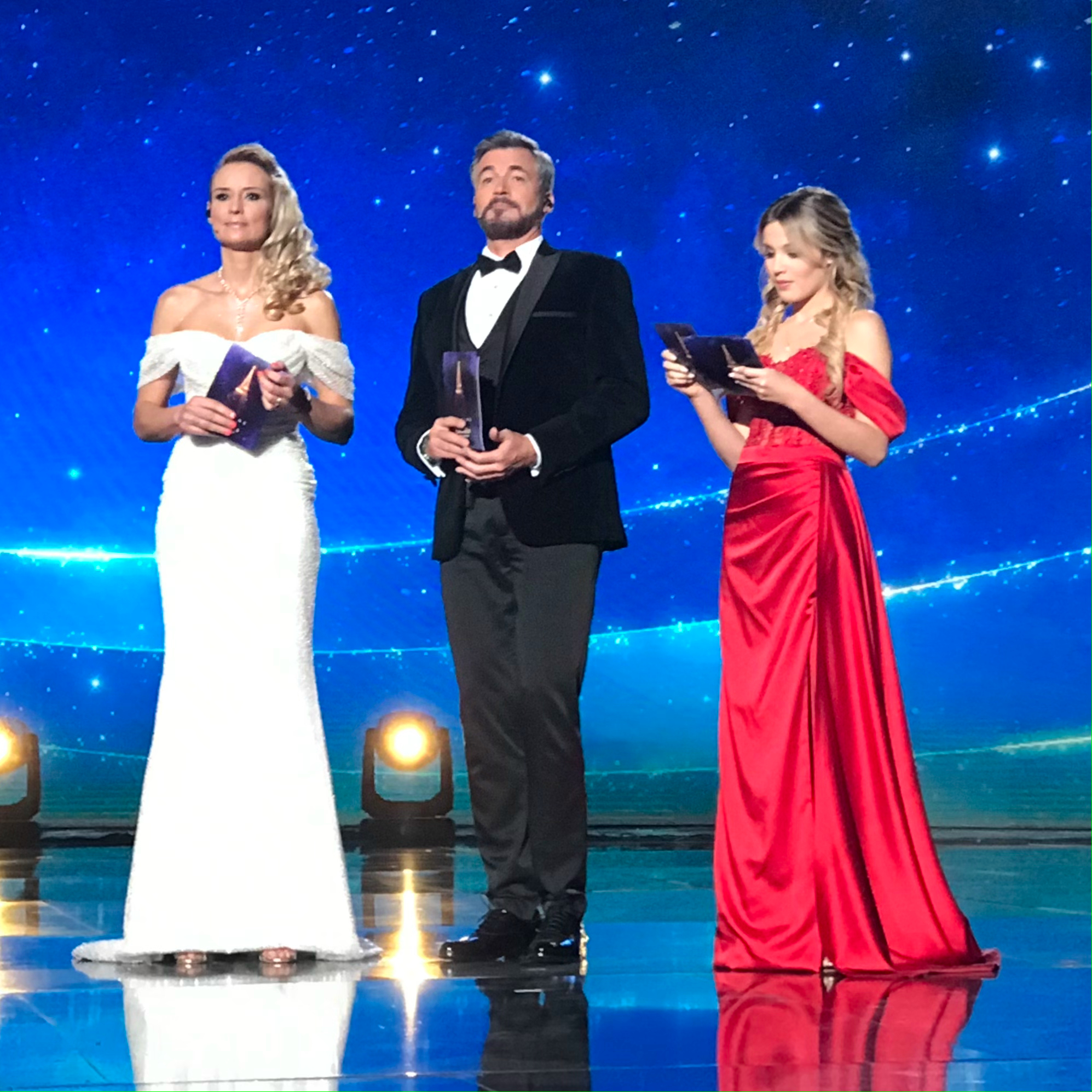
Élodie Gossuin, Olivier Minne et Carla présentant le concours en 2021.

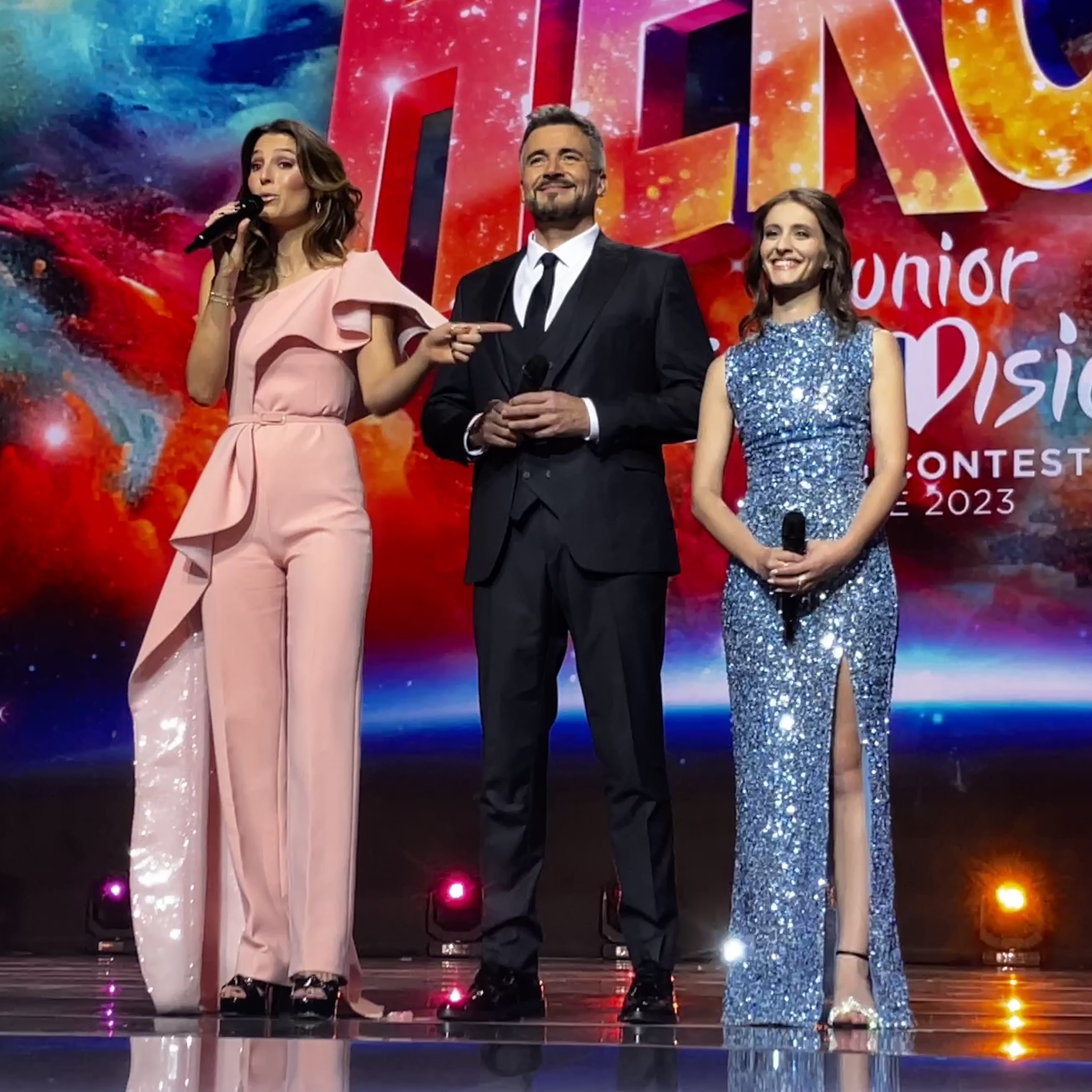
Laury Thilleman, Olivier Minne et Ophenya présentant le concours en 2023.

La France accueille le concours à deux reprises, en 2021 et 2023.
À la suite de sa victoire en 2020, la France se voit offrir la possibilité d'organiser la 19e édition du concours, ce qu'elle accepte. L'événement se déroule le 19 décembre 2021 à la Seine musicale de Boulogne-Billancourt. Les présentateurs sont Olivier Minne (qui assure la partie anglaise), Élodie Gossuin (pour la partie française), et Carla Lazzari, l'ancienne représentante de la France en 2019, qui s'occupe des interviews des différents artistes en Green room.
À la suite de sa victoire en 2022, la France se voit offrir la possibilité d'organiser la 21e édition du concours, ce qu'elle accepte. Le concours a lieu le dimanche 26 novembre 2023, en direct du palais Nikaïa de Nice. Les présentateurs sont Olivier Minne (qui assure une nouvelle fois la partie anglaise), Laury Thilleman (pour la partie française) et l'influenceuse Ophenya, ambassadrice digitale de l'Eurovision junior 2023 et qui s'occupe des différents artistes en Green room .
Apres la victoire de Zoé en 2024, la France refuse de organiser car ils ne veulent pas de monopole Français de l'Eurovision junior offrant à l'Espagne (arrivée deuxième en 2023) de l'organiser.

## Représentants
| Édition                 | Année | Artiste        | Chanson            | Langue            | Place | Points |
| ----------------------- | ----- | -------------- | ------------------ | ----------------- | ----- | ------ |
| 2e                      | 2004  | Thomas Pontier | Si on voulait bien | Français          | 06    | 78     |
| Retrait de 2005 à 2017. |       |                |                    |                   |       |        |
| 16e                     | 2018  | Angelina       | Jamais sans toi    | Français, anglais | 02    | 203    |
| 17e                     | 2019  | Carla          | Bim bam toi        | Français          | 05    | 169    |
| 18e                     | 2020  | Valentina      | J'imagine          | Français          | 01    | 200    |
| 19e                     | 2021  | Enzo           | Tic Tac            | Français          | 03    | 187    |
| 20e                     | 2022  | Lissandro      | Oh Maman !         | Français, anglais | 01    | 203    |
| 21e                     | 2023  | Zoé Clauzure   | Cœur               | Français          | 01    | 228    |
| 22e                     | 2024  | Titouan        | Comme ci comme ça  | Français          | 04    | 177    |
| 23e                     | 2025  |                |                    |                   |       |        |

- Première place
- Deuxième place
- Troisième place
- Dernière place
- France organisatrice

### Bilan
Depuis son retour à l'Eurovision junior en 2018, la France s'est imposée comme l'un des pays les plus réguliers en se classant les 7 fois dans le top 5 (dont 7 podiums). Par ailleurs, la France est le deuxième pays à remporter deux fois consécutives l'Eurovision junior après la Pologne (2018, 2019).

## Galerie

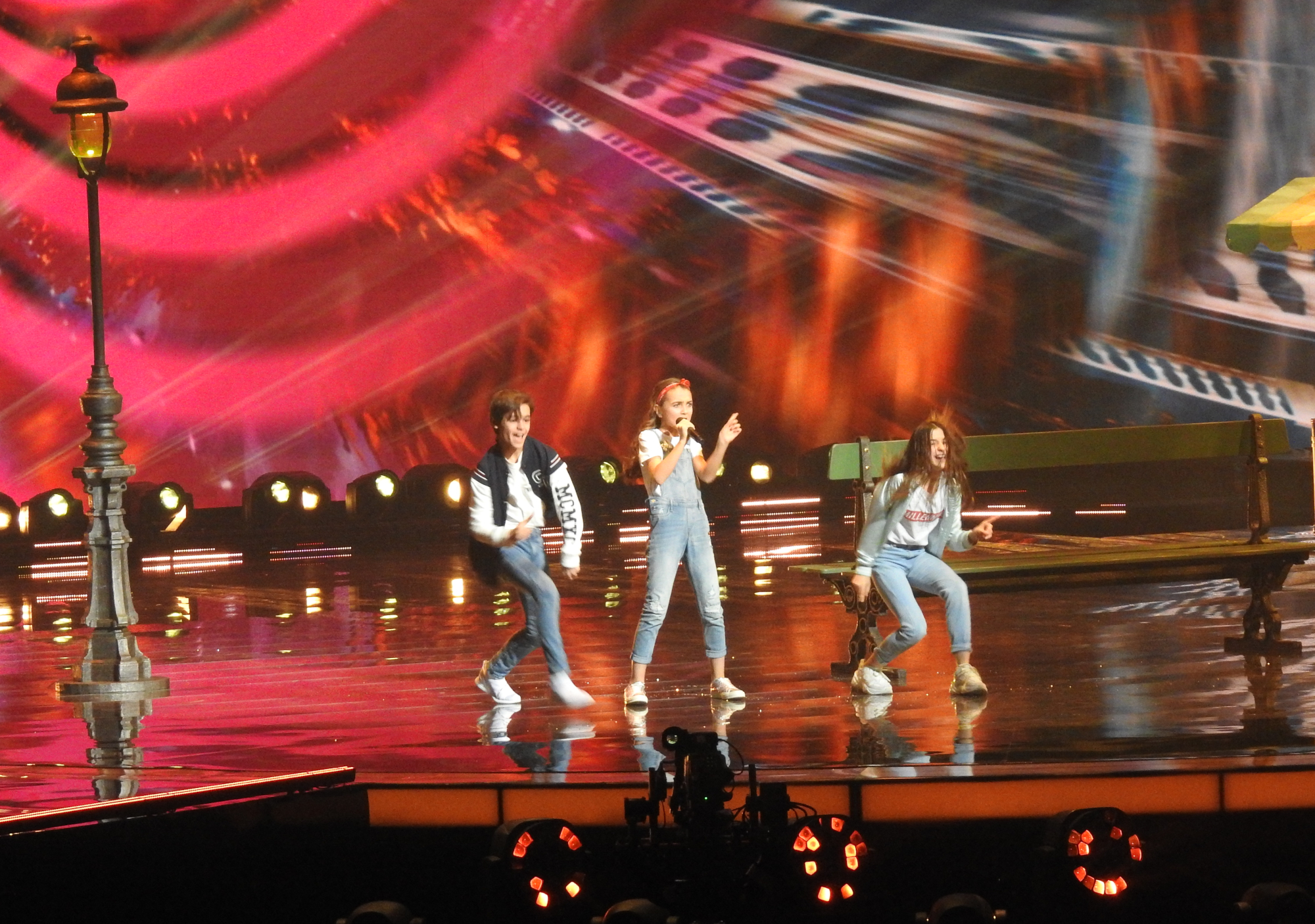
Angelina à Minsk (2018).
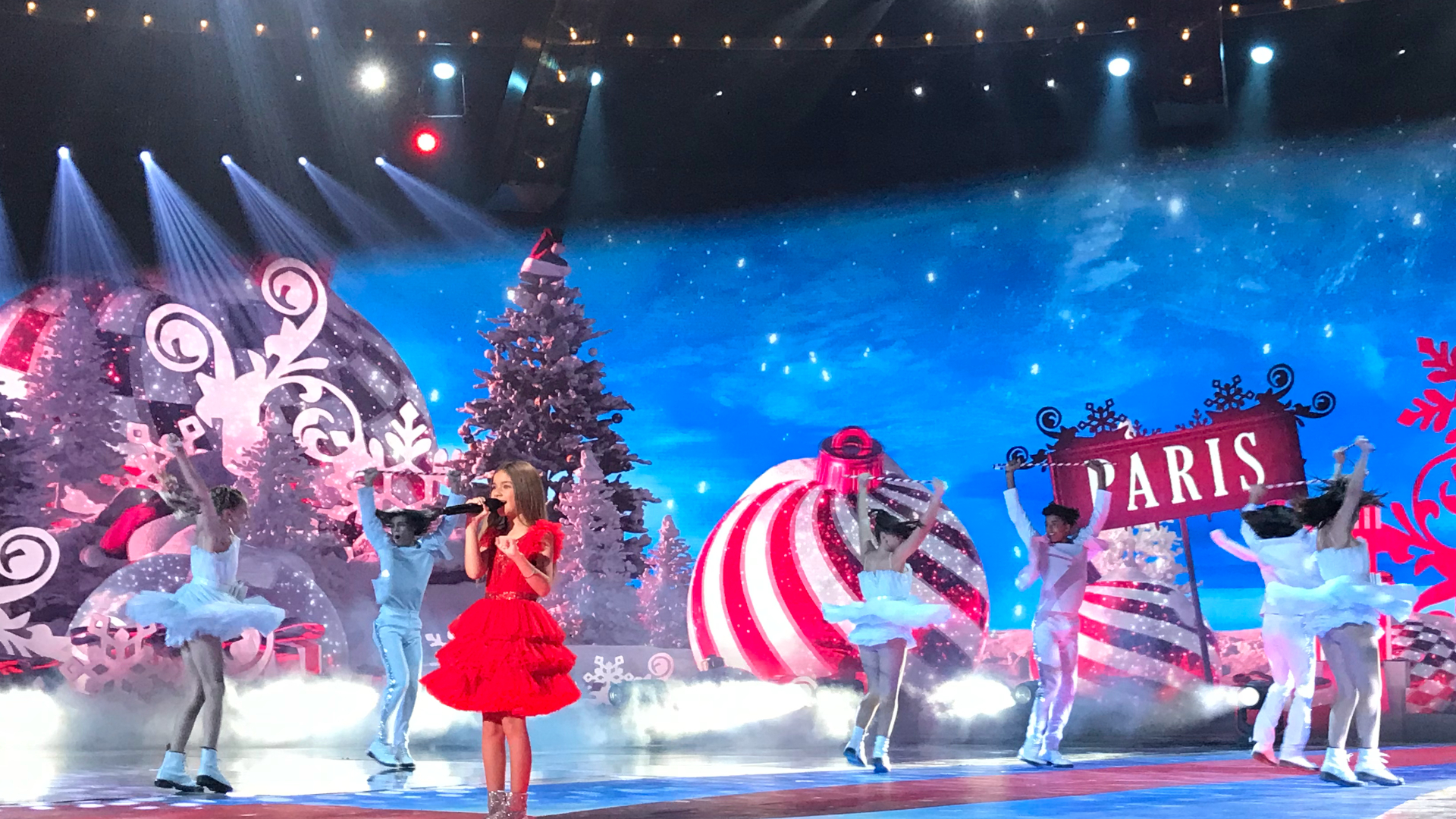
Valentina à Paris (2021).
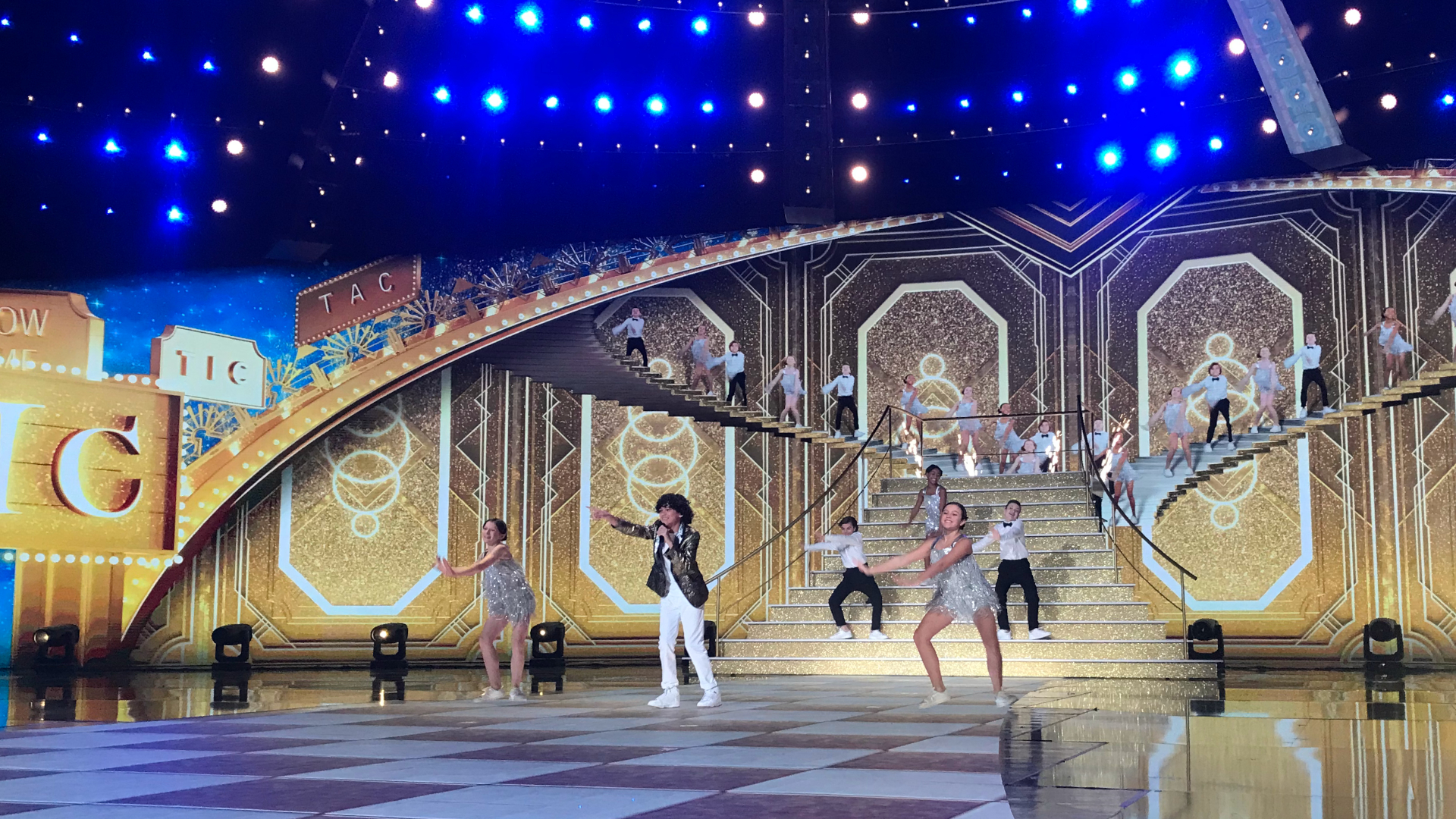
Enzo à Paris  (2021).
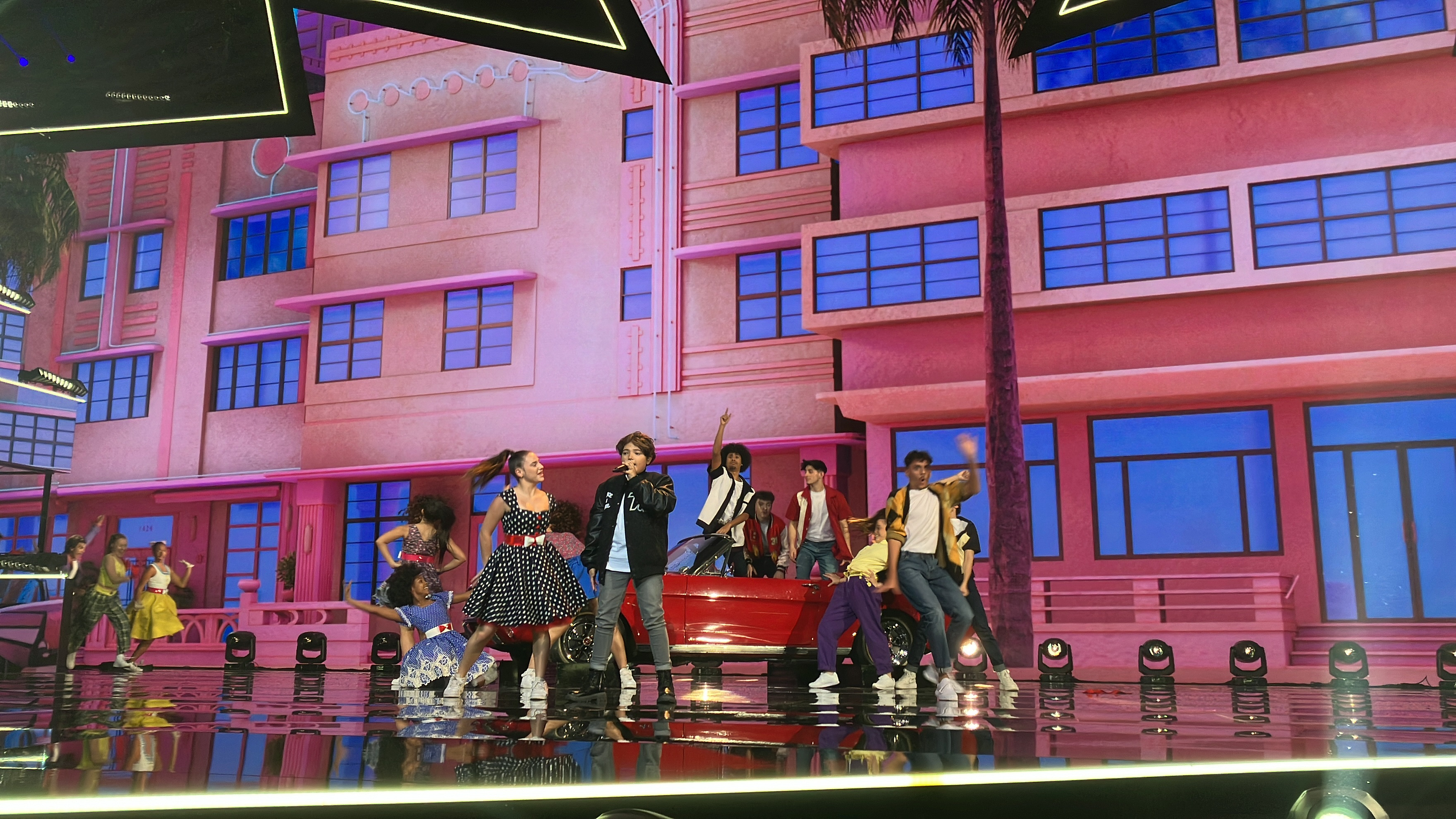
Lissandro à Nice (2023).
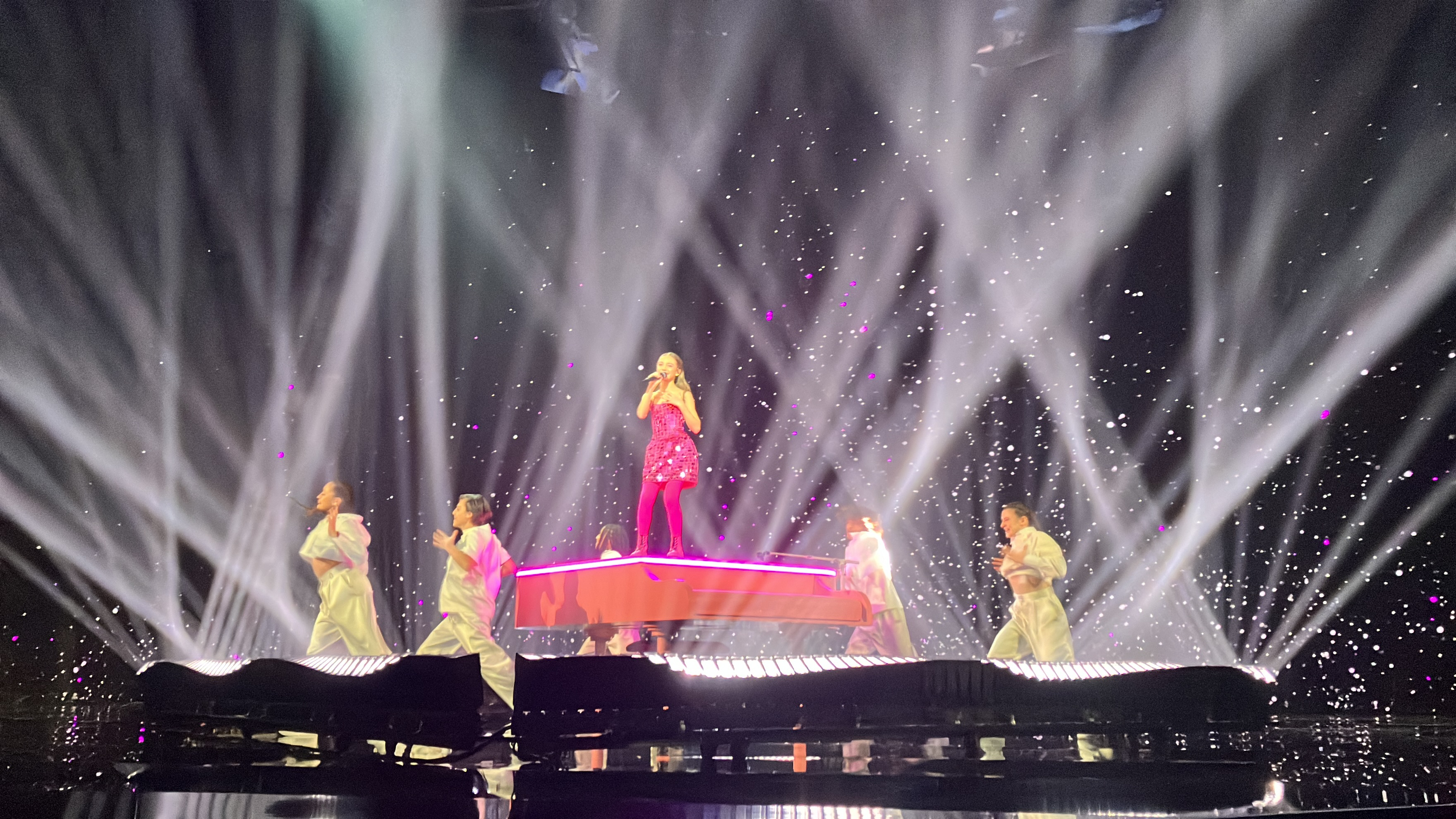
Zoé à Nice (2023).

## Retransmission du Concours

### Diffuseur, commentateur, porte-parole et chef de délégation
| Année       | Chaîne                                                                   | Commentateur                                                             | Commentateur                                                             | Porte-parole                                                             | Chef de délégation                                                       | Réf.                                                                     |
| ----------- | ------------------------------------------------------------------------ | ------------------------------------------------------------------------ | ------------------------------------------------------------------------ | ------------------------------------------------------------------------ | ------------------------------------------------------------------------ | ------------------------------------------------------------------------ |
| 2003        | La France n'a pas participé au Concours Eurovision de la chanson junior. | La France n'a pas participé au Concours Eurovision de la chanson junior. | La France n'a pas participé au Concours Eurovision de la chanson junior. | La France n'a pas participé au Concours Eurovision de la chanson junior. | La France n'a pas participé au Concours Eurovision de la chanson junior. | La France n'a pas participé au Concours Eurovision de la chanson junior. |
| 2004        | France 3                                                                 | Bruno Berberes                                                           | Elsa Fayer                                                               | Gabrielle                                                                | Bruno Berberes                                                           | [ 29 ]                                                                   |
| 2005 à 2017 | La France n'a pas participé au Concours Eurovision de la chanson junior. | La France n'a pas participé au Concours Eurovision de la chanson junior. | La France n'a pas participé au Concours Eurovision de la chanson junior. | La France n'a pas participé au Concours Eurovision de la chanson junior. | La France n'a pas participé au Concours Eurovision de la chanson junior. | La France n'a pas participé au Concours Eurovision de la chanson junior. |
| 2018        | France 2                                                                 | Stéphane Bern                                                            | Madame Monsieur                                                          | Daniil Rotenko et Lubava Marchuk                                         | Steven Clerima                                                           | [ 30 ]                                                                   |
| 2019        | France 2                                                                 | Stéphane Bern                                                            | Sandy Heribert et Angelina Nava                                          | Karolina                                                                 | Alexandra Redde-Amiel                                                    | [ 31 ]                                                                   |
| 2020        | France 2                                                                 | Stéphane Bern                                                            | Carla Lazzari                                                            | Nathan                                                                   | Alexandra Redde-Amiel                                                    | [ 32 ]                                                                   |
| 2021        | France 2                                                                 | Stéphane Bern                                                            | Laurence Boccolini                                                       | Angelina Nava                                                            | Alexandra Redde-Amiel                                                    | [ 25 ]                                                                   |
| 2022        | France 2                                                                 | Stéphane Bern                                                            | Carla Lazzari                                                            | Valentina Tronel                                                         | Alexandra Redde-Amiel                                                    | [ 33 ]                                                                   |
| 2023        | France 2                                                                 | Stéphane Bern                                                            | Carla Lazzari                                                            | Enzo Hilaire                                                             | Alexandra Redde-Amiel                                                    |                                                                          |
| 2024        | France 2                                                                 | Stéphane Bern                                                            | Valentina Tronel                                                         | Lissandro Formica                                                        | Alexandra Redde-Amiel                                                    |                                                                          |
| 2025        | France 2                                                                 | Stéphane Bern                                                            |                                                                          |                                                                          | Alexandra Redde-Amiel                                                    |                                                                          |

### Audiences
| Année       | Chaîne de diffusion                                                      | Jour de diffusion                                                        | Heure de diffusion                                                       | Nombre de téléspectateurs                                                | Part de marché (%)                                                       | Réf.                                                                     |
| ----------- | ------------------------------------------------------------------------ | ------------------------------------------------------------------------ | ------------------------------------------------------------------------ | ------------------------------------------------------------------------ | ------------------------------------------------------------------------ | ------------------------------------------------------------------------ |
| 2003        | La France n'a pas participé au Concours Eurovision de la chanson junior. | La France n'a pas participé au Concours Eurovision de la chanson junior. | La France n'a pas participé au Concours Eurovision de la chanson junior. | La France n'a pas participé au Concours Eurovision de la chanson junior. | La France n'a pas participé au Concours Eurovision de la chanson junior. | La France n'a pas participé au Concours Eurovision de la chanson junior. |
| 2004        | France 3                                                                 | samedi                                                                   | 20 h 15                                                                  | 2 048 960                                                                | 9,9                                                                      |                                                                          |
| 2005 à 2017 | La France n'a pas participé au Concours Eurovision de la chanson junior. | La France n'a pas participé au Concours Eurovision de la chanson junior. | La France n'a pas participé au Concours Eurovision de la chanson junior. | La France n'a pas participé au Concours Eurovision de la chanson junior. | La France n'a pas participé au Concours Eurovision de la chanson junior. | La France n'a pas participé au Concours Eurovision de la chanson junior. |
| 2018        | France 2                                                                 | dimanche                                                                 | 16 h                                                                     | 1 160 000                                                                | 8,2                                                                      |                                                                          |
| 2019        | France 2                                                                 | dimanche                                                                 | 16 h                                                                     | 979 000                                                                  | 7,6                                                                      |                                                                          |
| 2020        | France 2                                                                 | dimanche                                                                 | 17 h                                                                     | 1 210 000                                                                | 7,3                                                                      |                                                                          |
| 2021        | France 2                                                                 | dimanche                                                                 | 16 h                                                                     | 1 640 000                                                                | 12,0                                                                     |                                                                          |
| 2022        | France 2                                                                 | dimanche                                                                 | 16 h                                                                     | 1 110 000                                                                | 8,9                                                                      |                                                                          |
| 2023        | France 2                                                                 | dimanche                                                                 | 16 h                                                                     | 1 210 000                                                                | 10,4                                                                     |                                                                          |
| 2024        | France 2                                                                 | samedi                                                                   | 18 h                                                                     | 1 332 000                                                                | 9,8                                                                      | [ 34 ]                                                                   |
| 2025        | France 2                                                                 | samedi                                                                   | ?                                                                        |                                                                          |                                                                          |                                                                          |

## Historique de vote
| Rang | Pays     | Points |
| ---- | -------- | ------ |
| 1    | Arménie  | 42     |
| 2    | Espagne  | 40     |
| 3    | Géorgie  | 32     |
| 4    | Pologne  | 27     |
| 5    | Pays-Bas | 25     |

| Rang | Pays     | Points |
| ---- | -------- | ------ |
| 1    | Pays-Bas | 70     |
| 2    | Malte    | 47     |
| 3    | Espagne  | 44     |
| 3    | Serbie   | 44     |
| 5    | Albanie  | 43     |